# Irina Petrescu
Irina Carmen Petrescu (Bucarest, 19 de junio de 1941 – 19 de marzo de 2013) fue una actriz rumana. Apareció en 29 películas entre 1959 y 2010. Ganó el Premio a la mejor actriz en el Festival Internacional de Cine de Moscú por su papel en la película Rautaciosul adolescent.

## Biografía
Irina Petrescu era hija de Constantin y Elena Petrescu. Se graduó en la Universidad Nacional de Teatro y Cine Ion Luca Caragiale, bajo la tutela de profesores como Ion Șahighian y David Esrig. Irina Petrescu fue llamada un día por el director Savel Știopul, quien llegó a su mesa en el restaurante Continental y le pidió que audicionara para su película. La película no se terminó, pero la audición se mostró a Liviu Ciulei, que buscaba – y encontró – una intérprete para el papel de Ana en "Olas del Danubio". En ese momento Petrescu tenía solo 17 años.
En 2000, Petrescu fue premiada por el Presidente de Rumanía Emil Constantinescu la Orden de la Estrella de Rumania.
Murió en 2013 en el Elias Hospital después de una larga batalla con un cáncer de mama.

## Filmografía
- Valurile Dunării (1959)
- Nu vreau să mă însor (1961)
- Poveste sentimentală (1961)
- Pași spre lună (1963)
- Străinul (1964)
- The White Moor (1965)
- Story of My Foolishness (1966), as Jacqueline
- Sunday at Six (1966)
- Diminețile unui băiat cuminte (1967)
- Șeful sectorului suflete (1967)
- A Woman for a Season (1969)
- Facerea lumii (1971)
- Stejar – extremă urgență (1974)
- Dincolo de pod (1976)
- Miss Christina (1992)
- El viaje del director de recursos humanos (The Human Resources Manager) (2010)